# A Man on the Inside
A Man on the Inside är en amerikansk komediserie vars första säsong hade premiär på Netflix den 21 november 2024. Serien som består av 8 avsnitt är skapad av  Michael Schur.

## Handling
Serien kretsar en pensionerad professor som får livsgnistan tillbaka när en privatdetektiv engagerar honom för att jobba under täckmantel på ett äldreboende i San Francisco.

## Rollista (i urval)
- Ted Danson – Charles
- Mary Elizabeth Ellis – Emily
- Stephanie Beatriz – Didi
- Lilah Richcreek Estrada – Julie
- Stephen McKinley Henderson – Calbert
- Sally Struthers – Virginia
- Lori Tan Chinn – Susan
- Clyde Kusatsu – Grant
- Marc Evan Jackson – Evan